# Bistum Rourkela
Das Bistum Rourkela (lat.: Dioecesis Rurkelaensis) ist eine in Indien gelegene römisch-katholische Diözese mit Sitz in Rourkela.

## Geschichte
Papst Johannes Paul II. gründete es mit der Apostolischen Konstitution Cum cordi potissimum am 4. Juli 1979 aus Gebietsabtretungen des Bistums Sambalpur und es wurde dem Erzbistum Cuttack-Bhubaneswar als Suffragandiözese unterstellt.

## Territorium
Das Bistum Raiganj umfasst die Distrikte Sundargarh, Sambalpur, Bolangir und Dhenkanal im Bundesstaat Odisha.

## Bischöfe von Rourkela
- Alphonse Bilung SVD, 4. Juli 1979–2. April 2009
- John Barwa SVD, 2. April 2009–11. Februar 2011, dann Erzbischof von Cuttack-Bhubaneswar
- Kishore Kumar Kujur, seit 26. Juli 2013